# Porozumienie w Ad-Dausze (2011)
Porozumienie w Ad-Dausze – zawarte w lipcu 2011 roku porozumienie między rządem Sudanu i reprezentującym Darfur Ruch Sprawiedliwości i Równości, które formalnie zakończyło wojnę w Darfurze (mimo to w rzeczywistości wojna zakończyła się dopiero ponad 9 lat później). Na mocy ugody ogłoszono powstanie funduszu odszkodowawczego dla rodzin ofiar konfliktu, uregulowano organizację polityczną prowincji i jej umiejscowienie w strukturach państwa, podział stanowisk w rządzie i urząd wiceprezydenta dla Darfuru. Umowa przewiduje w przyszłości przeprowadzenie referendum ws. statusu prowincji, ale w odróżnieniu od porozumienia kończącego II wojnę domową w Sudanie (rząd sudański kontra południowi separatyści), jedynie w ramach państwa sudańskiego.